# 미야기현
미야기현(일본어: 宮城県 미야기켄[*])은 일본 도호쿠 지방 태평양 연안에 있는 현이다. 현청 소재지는 센다이시이다.

## 역사
미야기현은 예전에 무쓰국의 일부였다. 혼슈 북쪽의 무쓰국은 토착민인 아이누족의 땅을 점령해 형성되었고 북쪽으로 확장해 가장 큰 율령국이 되었다. 고대의 수도는 현대의 미야기현이었다. 709년에 무쓰국과 주변의 에치고국 정부에 대항하는 폭동이 있었다. 군대가 반란을 진압하기 위해 즉각 파견되었다.
712년에 무쓰국이 데와국에서 분리되었다. 겐메이 천황의 태정관은 연이어 나라 시대의 율령국들의 영토를 재조직하였다. 비젠국에서 미마사카국이 분리되었고 오스미국에서 휴가국이 분리되었으며 단고국에서 단바국이 분리되었다.
센고쿠 시대에 다양한 가문들이 무쓰국을 지배했다. 우에스기씨는 남쪽 와카마쓰에 성시가 있었고 난부씨는 북쪽의 모리오카에 있었다. 도쿠가와씨의 가장 가까운 동맹인 다테 마사무네는 현재 도호쿠 지방에서 가장 큰 도시인 센다이를 건설했다. 그는 이곳에 성을 세우고 본거지로 삼아 무쓰국을 통치했다.
메이지 시대에 무쓰국이 분할되어 리쿠추국, 리쿠젠국, 이와키국, 이와시로국이 설치되었다. 현재의 아오모리현 지역은 폐번치현 때까지 계속 무쓰국의 일부로 남았으며 1871년에 센다이현이 설치되었고 이듬해 개칭해 미야기현이 되었다.

## 지리

### 개요
이와테현, 아키타현, 야마가타현, 후쿠시마현과 경계선을 접하고 있다. 서쪽은 도호쿠 지방의 척량 산맥인 오우산맥(奥羽山脈)이며, 구리코마산(栗駒山, 1,627m), 자오 연봉(蔵王連峰, 1,364~1,841m) 등 해발 1,000m를 넘는 산들이 연속해 있다.
현 북부에는 이와테현에서 흘러 온 기타카미강(北上川)이, 남부에는 후쿠시마현에서 흘러 온 아부쿠마강(阿武隈川)이 태평양에 흘러가고 있으며, 그를 중심으로 펼쳐지는 센다이평야(仙台平野)는 "히토메보레", "사사니시키" 등 맛이 좋은 쌀 산지로서 유명하다. 또한 태평양 연안에는 게센누마(気仙沼), 오나가와(女川), 이시노마키(石巻), 시오가마(塩竃) 등 큰 어장이 있고, 그 어획량은 일본 전국에서도 많은 편이다. 북부의 태평양 연안은 이와테현에 이어지는 리아스식 해안이며, 거기서는 굴 양식도 활발하다.
또 1960년대 이후에는 공업 항구로 새로 개발된 센다이항을 중심으로 공업 개발이 지속되었고, 센다이항은 1995년에 수입촉진지역(FAZ)로 지정되었다. 이시노마키시(石巻市), 이와누마시(岩沼市) 등에서는 펄프 공업도 이루어지고 있다. 마쓰시마정(松島町) 주변에 펼쳐지고 있는 마쓰시마만(松島湾)은 소나무가 무성하는 260개 정도의 섬이 뜨는 경치가 아름다워 일본 삼경 중 하나로 꼽힌다. 서쪽의 산간 지역에는 나루코(鳴子), 사쿠나미(作並), 아키우(秋保), 도갓타(遠刈田) 등 온천도 많다.
미야기현은 724년 조정의 도호쿠 지방 통치기관으로 다가성(多賀城)이 설치된 이후 이 지방의 정치, 문화의 중심지가 되었다. 1600년 다테 마사무네가 센다이성(仙台城)을 세움으로써 구성된 센다이번(仙台藩)은 도호쿠 지방에서 제일 큰 번이 되었고, 그 영역의 대부분이 현재의 미야기현의 행정구역이 되었다.
메이지 시대 이후에는 센다이가 도호쿠 지방의 중심 도시 성격을 갖게 되고, 이에 따라 미야기현은 도호쿠 지방에서 제일 큰 현이 되었다. 현재 센다이시 인구는 미야기현 전체의 인구 가운데 약 43%를 차지한다. 1990년대에는 지진대가 도쿄 이남, 즉 관서 지방과 주부 지방 남부에 집중되어 있었으나 지금은 도호쿠, 주부 지방 동북부(나가노, 니가타현)를 중심으로 지진대가 움직여 많은 피해를 보고 있다.

### 지진
미야기현은 지진 대국인 일본 중에서도 대지진이 특히 많은 지역이다(미야기현에 인접한 이와테현이나 후쿠시마현도 지진이 매우 많다). 2011년 3월 11일 미야기현 현청 소재지인 센다이에서 동쪽으로 약 114 km 떨어진 해저에서 동일본 대지진으로 인해 많은 사상자가 발생했으며, 또 2011년 4월 7일 이곳에서 규모 7.4의 지진이 발생하였다.

## 행정 구역
미야기현에는 2005년 6월 현재 기초자치단체인 시(市)·정(町)·촌(村)이 45개(각각 13개, 31개, 1개)있었으나 일본 전국에서 진행 중인 자치단체 통합 흐름에 따라 2006년 3월 말에는 35개(각각 13개, 21개, 1개)로 줄어들었다.

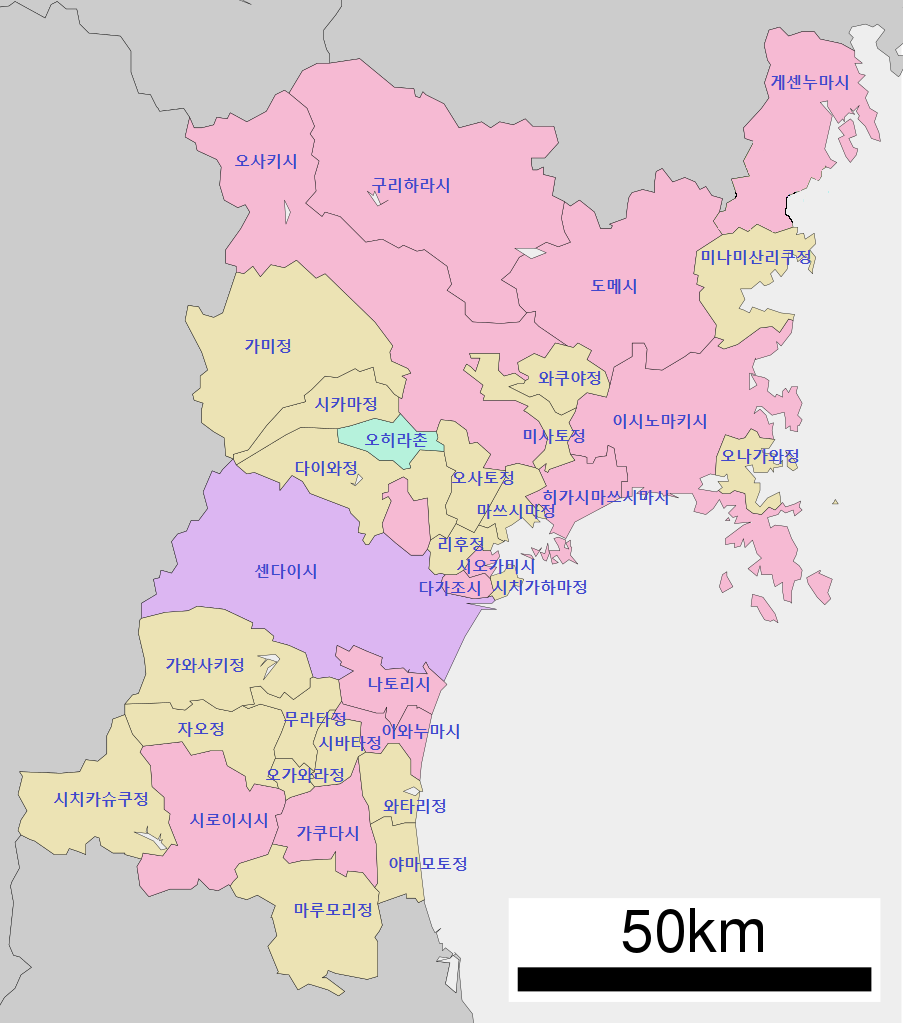
미야기현의 지도

| - 센다이시(仙台市) - 아오바구(青葉区), 미야기노구(宮城野区), 와카바야시구(若林区), 다이하쿠구(太白区), 이즈미구(泉区) - 시오가마시(塩竃市) - 나토리시(名取市) - 다가조시(多賀城市) - 도미야시(富谷市) - 이와누마시(岩沼市) - 와타리군(亘理郡) - 와타리정(亘理町), 야마모토정(山元町) - 미야기군(宮城郡) - 마쓰시마정(松島町), 시치가하마정(七ヶ浜町), 리후정(利府町) - 구로카와군(黒川郡) - 다이와정(大和町), 오사토정(大郷町), 오히라촌(大衡村) - 시로이시시(白石市) - 가쿠다시(角田市) - 갓타군(刈田郡) - 자오정(蔵王町), 시치카슈쿠정(七ヶ宿町) - 시바타군(柴田郡) - 오가와라정(大河原町), 무라타정(村田町), 시바타정(柴田町), 가와사키정(川崎町) - 이구군(伊具郡) - 마루모리정(丸森町) | 센보쿠( 仙北 ) 지역 오사키( 大崎 ) 지역 오사키시 ( 大崎市 ) 가미군 ( 加美郡 ) 시카마정 ( 色麻町 ), 가미정 ( 加美町 ) 도다군 ( 遠田郡 ) 와쿠야정 ( 涌谷町 ), 미사토정 ( 美里町 ) 구리하라·도메( 栗原·登米 ) 지역 구리하라시 ( 栗原市 ) 도메시 ( 登米市 ) 이시노마키( 石巻 ) 지역 이시노마키시 ( 石巻市 ) 히가시마쓰시마시 ( 東松島市 ) 오시카군 ( 牡鹿郡 ) 오나가와정 ( 女川町 ) 게센누마·모토요시( 気仙沼·本吉 ) 지역 게센누마시 ( 気仙沼市 ) 모토요시군 ( 本吉郡 ) 미나미산리쿠정 ( 南三陸町 ) |

### 합병으로 소멸된 지역
- 후루카와시(古川市)
- 모토요시군(本吉郡)
  - 모토요시정(本吉町)

## 인구
|                                              | |
| 미야기현의 전국의 연령별 인구 분포（2005년） | 미야기현의 연령·남녀별 인구 분포（2005년）                                                                             |
| ■자주색 ― 미야기현 ■녹색 ― 일본전국          | ■파랑색 ― 남자 ■빨간색 ― 여자                                                                                          |
| · 미야기현의 인구추이                        | |
| 일본 총무성 통계국 국세조사 결과             | |
|                                              | 기술적 문제로 인해 그래프를 일시적으로 사용할 수 없습니다. 파브리케이터와 미디어위키 위키에 더 자세한 정보가 있습니다. |

| 연도 | 인구      | ±%     |
| ---- | --------- | ------ |
| 1890 | 735,100   | —      |
| 1920 | 962,000   | +30.9% |
| 1930 | 1,143,000 | +18.8% |
| 1940 | 1,271,000 | +11.2% |
| 1950 | 1,663,000 | +30.8% |
| 1960 | 1,743,000 | +4.8%  |
| 1970 | 1,819,000 | +4.4%  |
| 1980 | 2,082,000 | +14.5% |
| 1990 | 2,249,000 | +8.0%  |
| 2000 | 2,365,320 | +5.2%  |
| 2010 | 2,348,165 | −0.7%  |
| 2020 | 2,301,996 | −2.0%  |

## 교통

### 공항
- 센다이 공항

### 철도
- 도호쿠 신칸센
- 도호쿠 본선
- 조반선
- 센잔선
- 센세키선
- 이시노마키선
- 리쿠우토선
- 게센누마선
- 오후나토선

### 도로
- 도호쿠 자동차도
- 야마가타 자동차도
- 조반 자동차도

## 스포츠
미야기현에 있는 스포츠 팀들은 다음과 같다.
- 축구
  - 베갈타 센다이(유아텍 스타디움, 센다이시)
  - 소니 센다이 FC(유아텍 스타디움, 센다이시)
- 야구
  - 도호쿠 라쿠텐 골든이글스(미야기 구장, 센다이시)